# Srbská pokroková strana (historická)
Srbská pokroková strana (srbsky Српска напредна странка, Srpska napredna stranka), jejíž členové byli označováni jako mladokonzervativci, byla politickou stranou v Srbském království.
Strana byla založena roku 1881. Prosazovala konstituční monarchii, modernizaci a liberální reformy podle západního vzoru, vymezovala se proti rusofilství a konzervativním postojům reprezentovaným radikální stranou. Představitel strany Milan Piroćanac byl od roku 1880 tři roky předsedou vlády. Za tu dobu byla přijata reformní opatření, se kterými ale srbská společnost nesouhlasila, navíc se strana stávala příliš závislou na králi Milanovi.
V roce 1887 se vystupňovaly útoky, při kterých bylo zabito přes sto příznivců strany a které byly vládou ignorovány. Po těchto událostech ztratila pokroková strana vliv.  Přesto existovala až do roku 1919, kdy se stala součástí Jugoslávské demokratické strany.